# Hugo Gold
Hugo Gold (în ebraică הוגו גולד; n. 14 octombrie 1895, Viena, Austro-Ungaria – d. 20 noiembrie 1974, Tel Aviv, Israel) a fost un istoric, eseist și editor evreu.

## Biografie
Hugo Gold s-a născut în 1895 la Viena și a fost mobilizat ca soldat în Armata Austro-Ungară după începerea Primului Război Mondial, fiind luat prizonier de ruși și internat într-un lagăr din Siberia. După întoarcerea din Rusia, a absolvit cursurile Universității Germane din Brno și și-a susținut în 1928 teza de doctorat cu tema Die Einwanderung der Juden in Mähren („Imigrarea evreilor în Moravia”). În 1924 a preluat de la unchiul său conducerea editurii sioniste Hickl din Brno și, pe lângă calendarul Hickl's Jüdischer Volkskalender („Calendarul popular evreiesc al editurii Hickl”), a mai editat și redactat revistele săptămânale Jüdische Volksstimme („Vocea poporului evreu”, 1924–1939) și Zeitschrift für die Geschichte der Juden in der Tschechoslowakei („Revista de istorie a evreilor din Cehoslovacia”, 1930–1938). Gold a publicat, de asemenea, lucrări științifice și de ficțiune ale unor autori evrei (Hermann Ungar⁠(d), Max Zweig⁠(d) etc.). Antologiile de istoria evreilor din regiunile cehoslovace (Die Juden und Judengemeinden Mährens in Vergangenheit und Gegenwart – 1929, Die Juden und Judengemeinden Preßburgs in Vergangenheit und Gegenwart – 1932 și Die Juden und Judengemeinden Böhmens in Vergangenheit und Gegenwart – 1934) au devenit, de asemenea, o realizare importantă a editurii conduse de Gold.
După înființarea Protectoratului Boemiei și Moraviei, Gold a emigrat în Palestina în 1940 și s-a stabilit în orașul Tel Aviv. A fondat acolo editura Olamenu, unde a publicat operele scriitorilor germani. El a fost, de asemenea, fondatorul Institutului Zwi Perez Chajes. A publicat în perioada 1964–1974 revista trimestrială în limba germană Zeitschrift für die Geschichte der Juden („Revista de istorie a evreilor”), care a apărut la Tel Aviv. S-a remarcat ca un cercetător al istoriei evreilor din fosta Austro-Ungaria. A fost distins în 1967 cu Premiul literar Theodor Körner pentru lucrările istorice pe care le-a publicat și a fost membru al PEN Club.

## Lucrări (selecție)
- Die Juden und Judengemeinden Mährens in Vergangenheit und Gegenwart. Ein Sammelwerk, Brno, 1929.
- Die Juden und Judengemeinden Preßburgs in Vergangenheit und Gegenwart. Ein Sammelwerk, Brno, 1932.
- Die Juden und Judengemeinden Böhmens in Vergangenheit und Gegenwart, Jüdischer Buch- und Kunstverlag, Brno/Praga, 1934 (digitalizat pe digi.landesbibliothek.at).
- Geschichte der Juden in der Bukowina, vol. 1–2, Tel Aviv, 1958–1962.
- Geschichte der Juden in Wien. Ein Gedenkbuch, Tel Aviv, 1966.
- Max Brod, ein Gedenkbuch, 1969, OCLC 822854.
- Gedenkbuch der untergegangenen Judengemeinden des Burgenlandes, Tel Aviv, 1970.
- Zwi Perez Chajes. Dokumente aus seinem Leben und Wirken, Tel Aviv, 1971.
- Geschichte der Juden in Österreich. Ein Gedenkbuch, Tel Aviv, 1971.
- Gedenkbuch der untergegangenen Judengemeinden Mährens, Tel Aviv, 1974.